# Jimmy Jacobs
Chris Scoville (* 17. Februar 1984 in Grand Rapids, Michigan), besser bekannt unter seinem Ringnamen Jimmy Jacobs, ist ein US-amerikanischer Wrestler. Er tritt derzeit regelmäßig bei verschiedenen Independent Promotions auf. Sein bisher größter Erfolg war der fünffache Erhalt der ROH World Tag Team Championtitel mit BJ Whitmer (zweimal), Tyler Black (ebenfalls zweimal) und Steve Corino.

## Karriere
Scoville wurde von Joe „El Tejano“ Ortega und Truth Martini trainiert. Am 1. Mai 1999 debütierte Scoville bei Lakeshore Wrestling Organization (LsWO). Es folgten Verpflichtungen bei verschiedenen Independent Promotions (z. B. Independent Wrestling Revolution, IWA Mid-South oder NWA Mid American Wrestling). Seinen ersten Titel, die XICW Light Heavyweight Championtitel, gewann Scoville am 8. April 2001 bei Xtreme Intense Championship Wrestling. Am 28. Juni 2003 trat Scoville das erste Mal bei Ring of Honor (ROH) auf. Am 19. Dezember 2003 trat Scoville bei der deutschen Wrestling-Promotion Westside Xtreme Wrestling (wXw) auf. Dort gewann Scoville die wXw World Heavyweight Championtitel. Den Titel gab er am 27. Dezember 2003 an Double C ab. 2004 fehdete Scoville, bei ROH, gegen Alex Shelley.
Am 2. April 2005 gewann Scoville mit BJ Whitmer die vakante ROH World Tag Team Championtitel. Den Titel gaben sie am 9. Juli 2005 an The Carnage Crew (DeVito und Loc) ab. Von selbigen gewannen sie den Titel am 23. Juli erneut. Nachdem Scoville und Whitmer den Titel am 1. Oktober an Sal Rinauro und Tony Mamaluke abgaben, löste sich das Tag Team auf und Scoville begann mit Lacey und Brent Albright eine Fehde gegen seinen ehemaligen Partner BJ Whitmer, Colt Cabana und Daizee Haze. Die Fehde endete am 31. März 2007 in einem Steel Cage Match, welches Whitmer gewann.
Am 26. November 2005 sorgte Scoville für einen Skandal bei der Independent-Promotion All American Wrestling (AAW) in Berwyn, Illinois. Er brachte den IWA Heavyweight Championtitel mit, welcher zu der Zeit von IWA Mid-South ausgefochten wurde und warf ihn während einer wütenden Promo, bei der Scoville interne Angelegenheiten bei der Promotion verriet, in eine Mülltonne, was im Wrestling einer Entehrung gleichkommt.
Im Oktober 2007 bildete Scoville mit Tyler Black das Tag Team The Age Of The Fall. Diesem schlossen sich später noch Necro Butcher, Joey Matthews, Zach Gowen, Delirious, MsChif und Allison Wonderland an. Am 30. Dezember 2007 gewann Scoville mit Black die ROH World Tag Team Championtitel. Den Titel gaben sie am 26. Januar 2008 an No Remorse Corps (Davey Richards und Rocky Romero) ab. Im März 2008 nahm Scoville am 16 Carat Gold Tournament bei Westside Xtreme Wrestling (wXw) in Deutschland teil. 2008 fehdete Scoville mit Black, Delirious und Brodie Lee gegen Austin Aries und Lacey. Am 6. Juni 2008 gewann Scoville mit Black erneut die ROH World Tag Team Championship. Im Juli 2008 gewannen Scoville und Black, bei Pro Wrestling Guerrilla, die PWG World Tag Team Championtitel von Roderick Strong und El Generico. Am 19. September 2008 gaben Scoville und Black die ROH World Tag Team Championtitel an Kevin Steen und El Generico ab.
Im Januar 2010 begann Scoville, bei Dragon Gate USA, eine Fehde gegen Jon Moxley. Die Fehde endete am 29. Oktober 2010 in einem I Quit-Match, welches Scoville gewann. Nachdem Scovilles Tag-Team-Partner Tyler Black einen Entwicklungsvertrag bei der WWE unterschrieben hatte, löste sich das Tag Team The Age Of The Fall auf. Erst am 15. September konnte er erneut den ROH World Tag Team Championtitel holen. Zeitgleich gründete er mit seinem Partner Steve Corino und dem bis dato amtierenden ROH World Champion Kevin Steen das Stable SCUM.

## Erfolge
- All American Wrestling

- 1× AAW Heavyweight Champion
- 3× AAW Heritage Champion
- 1× AAW Tag Team Champion mit Tyler Black

- Anarchy Championship Wrestling

- 1× ACW Heavyweight Champion

- Border City Wrestling

- 1× BCW Can-Am Tag Team Champion mit Phil Atlas

- Extreme Wrestling Federation

- 1× EWF New Era Champion

- Great Canadian Wrestling

- 1× GCW Ontario Independent Champion

- Independent Wrestling Revolution

- 1× IWR King Of The Indies Champion
- 2× IWR Tag Team Champion je 1× mit N8 Mattson und Gavin Starr

- Insanity Pro Wrestling

- 1× IPW World Champion

- IWA Mid-South

- 1× IWA Mid-South Heavyweight Champion
- 3× IWA Mid-South Light Heavyweight Champion

- Mr. Chainsaw Productions Wrestling

- 1× MCPW World Heavyweight Champion

- National Wrestling Alliance

- 1× NWA Indiana Heavyweight Champion
- 1× NWA Iowa Heavyweight Champion

- Price Of Glory Wrestling

- 1× POGW Heavyweight Champion

- Pro Wrestling Guerrilla

- 1× PWG World Tag Team Champion mit Tyler Black

- Ring of Honor

- 5× ROH World Tag Team Champion je 2× mit BJ Whitmer und Tyler Black und 1× mit Steve Corino

- Westside Xtreme Wrestling

- 2× wXw World Heavyweight Champion

- Xtreme Intense Championship Wrestling

- 1× XICW Xtreme Champion
- 1× XICW Tag Team Champion mit Gavin Starr
- 5× XICW Light Heavyweight Champion